# Piano Dyle
Il piano Dyle (o piano D) fu il piano operativo predisposto nel 1940 dall'Alto comando delle Forze Armate francesi, sotto la direzione del generale Maurice Gamelin, per rispondere ad una possibile offensiva della Wehrmacht sul confine francese.

Questo piano prese il nome dal fiume Dyle, che scorre nel sud del Belgio, dove, secondo le intenzioni dei vertici militari francesi, si sarebbe dovuto concentrare lo sforzo maggiore per respingere un eventuale attacco tedesco.

## Premessa
L'avvio dell'offensiva tedesca in Polonia imponeva alla Francia e al suo alleato britannico di programmare una strategia di difesa contro un'ipotizzata aggressione tedesca sul confine francese.

Dopo la capitolazione della Polonia, la guerra stagnò per diversi mesi, tanto da essere definita con il termine di strana guerra. La neutralità di Belgio e Paesi Bassi non fu per il momento violata, mentre sul confine franco-tedesco la sola operazione militare di rilievo fu un limitato attacco lanciato dall'Esercito francese nella regione tedesca della Saarland: le truppe si addentrarono per soli cinque chilometri in territorio tedesco, salvo poi ritirarsi già nel mese di ottobre.

Il motivo di una simile situazione di stallo, visto dalla parte degli anglo-francesi, nasceva principalmente dalla necessità di questi due Stati di procedere con tranquillità ai previsti piani di rafforzamento e ammodernamento delle loro forze armate, specialmente per quello che riguardava le unità motorizzate e corazzate. Agli alleati serviva il tempo necessario per fare in modo che la loro superiorità industriale potesse nuovamente porre le proprie forze armate in una situazione di superiorità tecnica e numerica rispetto ai tedeschi, ribaltando così la condizione di svantaggio tattico rispetto a un avversario che già da tempo aveva avviato la modernizzazione delle proprie Armi.
 
Secondo i piani anglo-francesi, gli eserciti alleati sarebbero stati in grado di lanciare una massiccia offensiva contro i tedeschi solo nell'estate del 1941; fino ad allora l'obiettivo da raggiungere era quello di tamponare ogni eventuale sfondamento tedesco, trattenendo la linea del fronte il più a est possibile.

## A difesa della Francia: la linea Maginot
Al termine della prima guerra mondiale si diffuse negli Alti comandi francesi la convinzione, maturata dopo lunghi anni di guerra nelle trincee, che la difesa della Francia passasse attraverso la creazione di grandi posizioni fortificate lungo il confine; vennero quindi sostanzialmente rifiutate le nuove teorie legate alla guerra di movimento e allo sviluppo di formazioni corazzate autonome per favorire la costruzione di nuovi imponenti sistemi di difesa fissi.

Le difese vennero proposte per la prima volta dal Maresciallo Joseph Joffre. Nonostante l'opposizione di autorevoli esponenti politici e militari francesi (come Paul Reynaud e Charles de Gaulle), i quali spingevano in favore di investimenti per truppe corazzate e aerei, il governo si fece persuadere da André Maginot ad investire in una lunga linea di fortificazioni sul confine.
 
La Linea venne costruita in diverse fasi a partire dal 13 gennaio 1928, ma i lavori decollano solo nel 1930, quando appunto Maginot ottenne un cospicuo finanziamento governativo. La costruzione principale venne completata entro il 1935. Le specifiche per le difese erano molto alte, con bunker numerosi e interconnessi per migliaia di uomini, c'erano 108 forti principali (ouvrages) a 15 chilometri di distanza l'uno dall'altro, inframmezzati da ouvrages minori e casematte con oltre 100 km di gallerie. In tutto l'opera è costata 5 miliardi di franchi e nelle innumerevoli fortificazioni potevano alloggiare fino a 2 milioni di soldati.

Le fortificazioni non si estendevano nella zona della foresta delle Ardenne (considerata impenetrabile) e lungo il confine con il Belgio, perché le due nazioni avevano firmato un'alleanza nel 1920 che garantiva all'esercito francese la possibilità di operare in territorio belga se le forze tedesche lo avessero invaso. Quando il Belgio abrogò il trattato nel 1936 e dichiarò la neutralità, la Linea Maginot venne rapidamente estesa lungo il confine franco-belga. Tuttavia questo nuovo tratto di fortificazioni non riuscì mai a raggiungere gli standard di sicurezza dalla linea originaria.

## Dal Piano Schlieffen alle Ardenne
I problemi non risolti per l'Esercito francese dalla costruzione della linea Maginot erano sostanzialmente legati alla difesa del tratto di confine franco-belga: quello meno ricco di fortificazioni. Oltretutto l'Alto comando francese guidato da Maurice Gamelin, sulla base dell'esperienza della prima guerra mondiale, era convinto che i tedeschi avrebbero condotto il loro attacco principale proprio in quel settore, utilizzando gli schemi operativi del vecchio Piano Schlieffen.

La situazione tattica sul fronte occidentale spingeva, infatti, i francesi a considerare l'attacco attraverso il Belgio (formalmente ancora neutrale) come l'unica possibile linea di condotta attuabile dall'esercito tedesco. Il sud del fronte era coperto dalla linea Maginot, considerata un ostacolo invalicabile in battaglia. La zona centrale era invece coperta dalla foresta delle Ardenne, considerata “il miglior ostacolo anticarro d'Europa”, e dall'andamento tortuoso della Mosa. I francesi dunque ritenevano che la Wehrmacht avrebbe concentrato il suo attacco attraverso le pianure belghe, dove le formazioni corazzate e di fanteria avrebbero potuto manovrare più agilmente.

La sottovalutazione delle capacità operative delle formazioni corazzate e motorizzate attraverso le Ardenne portò l'Alto comando francese a sguarnire il settore centrale del suo schieramento difensivo, rinforzando invece l'ala sinistra. Tale ala, infatti, secondo le previsioni degli esperti militari francesi avrebbe dovuto sostenere la parte più impegnativa dello scontro con le forze tedesche.

## Il Piano Dyle
Il piano operativo inizialmente proposto da Gamelin (conosciuto come piano E) prevedeva la difesa su una serie di posizioni fortificate lungo l'attuale confine franco-belga. Le esigenze tattiche e strategiche, però, portarono a una revisione di questo piano: l'obiettivo principale indicato dai comandi delle forze alleate, infatti, era quello di mantenere la linea del fronte più a est possibile, cercando di mantenere il controllo di parte del territorio e dei porti del Belgio.

Gamelin propose così il piano Dyle (o piano D). Le truppe anglo-francesi si sarebbero spinte esse stesse in territorio belga, per attestarsi lungo le posizioni fortificate fatte costruire dal governo del Belgio lungo il fiume Dyle (la linea KW). Una simile mossa avrebbe portato a due vantaggi tattici per le forze alleate: innanzitutto avrebbe permesso di attestare la linea di difesa su un fronte meno lungo e quindi più facilmente difendibile; oltretutto, attestandosi sulla linea KW le forze anglo-francesi avrebbero potuto avvalersi delle nuove posizioni di artiglieria anticarro fatte costruire dai belgi negli anni precedenti. Infine la posizione di difesa sulla linea della Dyle si presentava come la posizione migliore da cui far partire la controffensiva programmata per l'estate del 1941.

Le unità coinvolte in questo piano operativo erano tutte inquadrate nel I Gruppo d'armate francese, al comando del generale Gaston Billotte. La VII Armata francese del generale Giraud sarebbe avanzata, attraverso le Fiandre, fino alla foce della Schelda, formando un ponte con le formazione olandesi impegnate in battaglia. Il Corpo di spedizione britannico (BEF) doveva attestarsi lungo la Dyle, sul fianco meridionale dell'esercito belga, tra Lovanio e Wavre. Più a sud, la I Armata francese del generale Blanchard sarebbe andata a rinforzare la linea difensiva tra Wavre e la zona a nord di Namur. La IX Armata di Corap, infine, avrebbe dovuto spingere la sua ala sinistra verso nord-ovest, per presidiare la linea della Mosa fino a Namur.

Il dispositivo di difesa messo a punto con il piano Dyle concentrava, coerentemente con le aspettative francesi circa l'offensiva tedesca, la gran parte delle forze anglo-francesi sull'ala sinistra; in particolare assegnava a questo settore le unità più modernamente armate ed equipaggiate dell'intero esercito francese. A difendere il settore tra Donchery e Longuyon, punto di congiunzione tra il I Gruppo d'armate francese e la linea Maginot, rimaneva unicamente la II Armata del generale Charles Huntziger: per proteggere questo settore, infatti, il Comando francese faceva largo affidamento sull supposta impenetrabilità della foresta delle Ardenne.

Elemento decisivo per il successo del piano era la capacità di resistenza dell'esercito belga al primo assalto della Wehrmacht. Se le forze armate del Belgio fossero riuscite a mantenere il controllo del canale Alberto per almeno cinque giorni, allora le truppe anglo-francesi sarebbero riuscite ad occupare le nuove posizioni sulla Dyle al meglio delle loro possibilità.

## Conclusioni
Il peso della pianificazione strategica della difesa francese sulle sorti della Campagna di Francia fu notevolmente rilevante. Il piano Dyle, in pratica, mise il grosso delle forze armate francesi proprio lì dove i tedeschi volevano; da questo punto di vista, quindi, la strategia di difesa francese fu perfettamente complementare con l'azzardato Piano Manstein.

La sottovalutazione delle potenzialità delle forze corazzate in un attacco attraverso le Ardenne, oltretutto, rese vulnerabile il punto di congiunzione dei due gruppi d'armate francesi, mettendo così l'ala sinistra dello schieramento nelle condizioni di poter essere accerchiata.